# Les aventures de Quentin Durward
Les aventures de Quentin Durward (original: Quentin Durward) és una pel·lícula estatunidenca dirigida per Richard Thorpe, estrenada el 1955 i doblada al català.

## Argument
El 1465, Quentin Durward, un arquer escocès, va al tribunal de França per posar-se al servei del rei Lluí XI, i per tal de presentar els seus respectes a Isabel, la comtessa de Marcroy a petició del seu oncle, amb qui aquest pensa casar-se. Isabel rebutja casar-se amb l'ancià i fuig a Borgonya.

## Repartiment
- Robert Taylor: Quentin Durward
- Kay Kendall: Isabelle, comtessa de Marcroy
- Robert Morley: Louis XI
- George Cole: Hayraddin
- Alec Clunes: Charles, duc de Bourgogne
- Duncan Lamont: Comte William de la Marck
- Laya Raki: la ballarina gitana
- Marius Goring: Comte Philippe de Creville
- Wilfrid Hyde-White: Amo Oliver
- Eric Pohlmann: Gluckmeister
- Harcourt Williams: el bisbe de Lieja
- Michael Goodliffe: Comte de Dunois
- John Carson: Duc d'Orleans

## Rebuda
"Quentin Durward", novel·la romàntica de Walter Scott ha estat convertida per la Metro-Goldwyn-Mayer en la història d'un escocès enviat pel seu oncle a la cort de Lluís IX de França, per casar-se amb una noble dama francesa. Les seves aventures, lluites amb espasa, donen un entreteniment segur. Sent com és una pel·lícula romàntica, no és estrany que el protagonista fos un actor acreditat i amb ganxo àmpliament contrastat, com era el cas de Robert Taylor. La bella és Kay Kendall, actriu avui pràcticament oblidada.